# Epiplema rectangularia
Epiplema rectangularia är en fjärilsart som beskrevs av Jones 1921. Epiplema rectangularia ingår i släktet Epiplema och familjen Uraniidae. Inga underarter finns listade i Catalogue of Life.